# 소미촌
소미촌(沢海村)은 니가타현 나카칸바라군에 설치되었던 촌이다.

## 연혁
- 1889년 4월 1일 - 정촌제 시행과 함께 나카칸바라군 소미촌이 허가받아 소미촌이 성립하였다。
- 1901년 11월 1일 - 나카칸바라군 요코고시촌、고스기촌、기쓰촌、니폰기촌과 합병해、요코고시촌이 신설되어 소멸하였다.